# 彼と彼女の事情
彼と彼女の事情（かれとかのじょのじじょう）は、テレビ朝日系列で1994年4月14日から7月7日に放送されたテレビドラマ。

## 概要
別れた夫婦と、その後輩と、彼らを取り巻く人々の愛の物語。
お笑い芸人である今田耕司の初の全国ネットの連続ドラマ出演となったが、視聴率は終始低迷し、惨敗に終わる。後にレギュラー出演していた『ダウンタウンのごっつええ感じ』のコント「兄貴」シリーズのある回で、共演の松本人志にギャグとして扱われたこともあった。

## キャスト
- 水谷浩：時任三郎

勤務先の会社が倒産し、無職。
- 鶴田登：柳葉敏郎

浩の大学の後輩。
- 中山真琴：とよた真帆

スポーツニュースのキャスター。
- 井上明：今田耕司

浩と登の後輩。スポーツニュースのディレクター。
- 滝川典子：筒井真理子

楓の姉。出版社編集部員。
- 井上楓：黒沢あすか

明の妻。
- クリス：ルビー・モレノ
- 水谷勇次郎：石橋蓮司

浩の父。大衆演劇の座長。
- 江原尚：阿部寛

元プロ野球選手。スポーツキャスター。
- 横井栞：南果歩

浩の元妻。フリーライター。

## 主題歌
- 「LOVE」T-BOLAN

## スタッフ
- 脚本：吉本昌弘、吉村ゆう、岡崎由紀子
- プロデュース：小関明、松本健
- 演出：松本健、東裕二、中島豪、高戸晨一
- 協力：東通、アックス、TMC砧スタジオ
- 制作著作：テレビ朝日

| テレビ朝日系 木曜21時台・木曜ドラマ | テレビ朝日系 木曜21時台・木曜ドラマ | テレビ朝日系 木曜21時台・木曜ドラマ |
| 前番組                              | 番組名                              | 次番組                              |
| ----------------------------------- | ----------------------------------- | ----------------------------------- |
| 新空港物語                          | 彼と彼女の事情                      | 大家族ドラマ 嫁の出る幕             |